# 봉화로 (순천시)
봉화로(onghwa-ro)는 전라남도 순천시 중앙동 조곡교사거리에서 조곡동 조례현대사거리 를 연결하는 도로이다.

## 주요 경유지
전라남도
- 순천시 (중앙동 . 조곡동)

## 노선
| 이름           | 접속 노선     | 소재지        | 소재지        | 비고               |
| 연자로와 직결  | 연자로와 직결 | 연자로와 직결 | 연자로와 직결 | 연자로와 직결      |
| -------------- | ------------- | ------------- | ------------- | ------------------ |
| 조곡교사거리   | 강변로        | 순천시        | 중앙동        |                    |
| 봉화터널       |               | 순천시        | 중앙동        | 상행 895m 하행954m |
| 봉화터널       | 조곡동        | 순천시        |               |                    |
| 순천공고사거리 | 봉화1길       | 순천시        |               |                    |
| 법정사사거리   | 봉화2길       | 순천시        |               |                    |
| 조례현대사거리 | 백강로        | 순천시        |               |                    |
| 태봉길와 직결  |               |               |               |                    |

## 주요 건물 및 시설
- 타이어뱅크 순천중앙점 (봉화로 16/조곡동 353-14)
- HD현대오일뱅크 봉화터널주유소 (봉화로 208/조례동 1417-3)
- GS25 조례봉화점 (봉화로 259/조례동 1093)
- 세븐일레븐 순천조례봉화점 (봉화로 266/조례동 1684-4)
- T world 장천대리점 조례점 (봉화로 277/조례동 1035-3)